# Modern Language Review
Modern Language Review est un périodique édité par la Modern Humanities Research Association (en) (MHRA). C'est l'une des plus anciennes revues dans le domaine des langues modernes. Fondée en 1905, elle a publié plus de 3 000 articles et 20 000 critiques de livres.
Modern Language Review est publiée quatre fois par an (en janvier, avril, juillet et octobre). Tous les articles sont en anglais et leur portée couvre les domaines suivants :
- Anglais (y compris les États-Unis et le Commonwealth)
- Français (y compris l'Afrique francophone et le Canada)
- Germanique (y compris le néerlandais et le scandinave)
- Hispanique (y compris le latino-américain, le portugais, le catalan et le galicien)
- L'italien
- Études slaves et est-européennes
- Études générales (y compris la linguistique, la littérature comparée et la théorie critique)

## Histoire
Le premier numéro a été publié en octobre 1905 avec John G. Robertson comme rédacteur en chef fondateur. Lorsqu'il mourut en 1933, il fut remplacé par Charles Jasper Sisson .